# OGLE-2005-BLG-071Lb
OGLE-2005-BLG-071Lb es un planeta extrasolar descubierto en 2005 por un trabajo colectivo de OGLE, μFUN y PLANET/RoboNet, usando la técnica de microlente gravitacional, durante una búsqueda de materia oscura. Orbita la estrella OGLE-2005-BLG-071L, una enana roja del tipo M en la Constelación de Escorpión.
La masa del planeta fue calculada inicialmente entre 0.05 y 4 veces la de Júpiter. Datos actuales han estrechado más el rango, situándola entre 2,7 y 3,8 veces la joviana. El planeta orbita a unas 3,6 UA de su estrella, tomándole una revolución unos 3600 días (casi 10 años).
Su masa indica que se trataría de un planeta gigante gaseoso, similar a los planetas exteriores de nuestro sistema solar. Debido a la baja luminosidad de su estrella (que tiene una magnitud aparente de 19,5) el planeta presenta temperaturas muy bajas, similares a las de Plutón.